# Métrique (physique)
Pour les articles homonymes, voir Métrique.
 (février 2023).
La forme ressemble trop à un extrait de cours et nécessite une réécriture afin de correspondre aux standards de Wikipédia.
En relativité restreinte et en relativité générale, une métrique est un invariant relativiste infinitésimal ayant la dimension d'une longueur. Mathématiquement, il s'agit d'un tenseur métrique relatif à la variété différentielle représentant l'espace-temps physique. En relativité générale, une métrique dans un référentiel contient toutes les informations sur la gravitation telle qu'elle y est perçue.
Une métrique d'espace-temps — ou, simplement, une métrique — s'exprime sous la forme d'une somme algébrique de {\displaystyle n} carrés de formes différentielles linéaires. Le nombre n est égal à celui des composantes covariantes non nulles {\displaystyle \left(g_{\mu \nu }\neq 0\right)} du tenseur métrique {\displaystyle g}.
En relativité générale, une métrique est une solution de l'équation d'Einstein.
En relativité générale, la métrique est reliée au tenseur métrique par :
{\displaystyle \mathrm {d} s^{2}=\eta _{\alpha \beta }{\frac {\partial \xi ^{\alpha }}{\partial x^{\mu }}}\mathrm {d} x^{\mu }{\frac {\partial \xi ^{\beta }}{\partial x^{\nu }}}\mathrm {d} x^{\nu }=g_{\mu \nu }\mathrm {d} x^{\mu }\mathrm {d} x^{\nu }},
avec :
{\displaystyle g_{\mu \nu }={\frac {\partial \xi ^{\alpha }}{\partial x^{\mu }}}{\frac {\partial \xi ^{\beta }}{\partial x^{\nu }}}\eta _{\alpha \beta }}
La notation {\displaystyle \mathrm {d} s^{2}} est due à Gauss,.